# Базеево (Галичский район)
Базеево — деревня в составе Дмитриевского сельского поселения Галичского района Костромской области России.

## География
Деревня расположена у реки Тёбза.

## История
Согласно Спискам населённых мест Российской империи в 1872 году деревня относилась к 2 стану Галичского уезда Костромской губернии. В ней числилось 26 дворов, проживали 72 мужчины и 78 женщин.
Согласно переписи населения 1897 года в деревне проживало 160 человек (68 мужчин и 92 женщины).
Согласно Списку населённых мест Костромской губернии в 1907 году деревня относилась к Воскресенской волости Галичского уезда Костромской губернии. По сведениям волостного правления за 1907 год в ней числилось 37 крестьянских дворов и 177 жителей. Основными занятиями жителей деревни были малярный, стекольный и портняцкий промыслы.
До муниципальной реформы 2010 года деревня входила в состав Пронинского сельского поселения.

## Население
| 2008 | 2010 | 2012 | 2014 |
| ---- | ---- | ---- | ---- |
| 0    | →0   | →0   | →0   |